# Neobatrachus sudelli
A Neobatrachus sudelli a kétéltűek (Amphibia) osztályának békák (Anura) rendjébe, a mocsárjáróbéka-félék (Limnodynastidae) családjába, azon belül a Neobatrachus nembe tartozó faj.

## Előfordulása
Ausztrália endemikus faja. Az ország Dél-Ausztrália szövetségi államának délkeleti sarkában, Victoria állam nyugati részén,  Queensland államban, Nyugat-Ausztráliában Menziesig és az Északi területen a Tanami-sivatagig honos. Elterjedési területének mérete 911 900 km².

## Nevének eredete
Nevét Jane Ann Sudell (1880-), a típuspéldány gyűjtőjének tiszteletére kapta. Egyes szerzők emiatt a nőnemű Neobatrachus sudellae alakot használják, a név ebben az alakban szerepel az Amphibiaweb oldalán is.

## Megjelenése

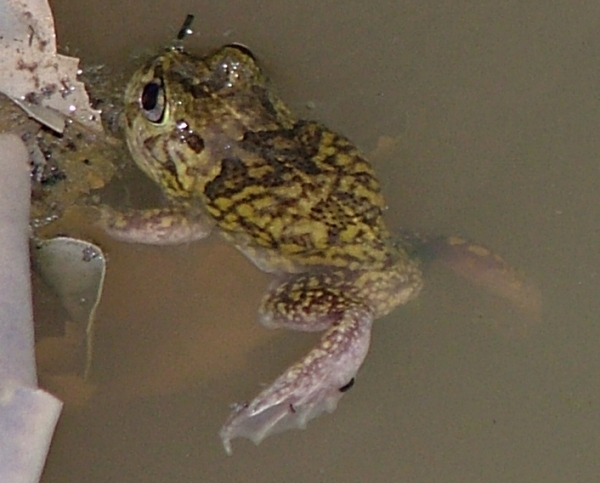
A Neobatrachus sudelli bal lábán jól megfigyelhetők a metatarzális gumók

Közepes termetű békafaj, testhossza elérheti az 55 mm-t. Színe változatos, általában világosbarna, de háta lehet szürke, sárga vagy vöröses színű, szabálytalan alakú, sötétebb vagy világosabb barna pettyekkel vagy foltokkal. Háta közepén gyakran halvány csík húzódik. Hasa sima, halvány krémszínű vagy fehér. Mellső lábain nincs úszóhártya, hátsó lábfejein teljesen kifejlett úszóhártya található, a hártya az egyes ujjak között mélyen behúzódik. A metatarzális gumók, amelyek az ásásban segítik, teljesen feketék. Pupillája függőleges elhelyezkedésű, íriszének felső fele aranyos, alsó fele ezüstös színű.

## Életmódja
Élőhelye változatos, megtalálható száraz területeken, fás szavannákon, bozótosokban, mocsarakban, lagúnákban és időszakos pocsolyákban. Életének jó részét a föld alatt, elvermelve tölti, és csak esők után figyelhető meg. A hímek a sekély víz felületén lebegve hívják énekükkel a nőstényeket.
A párzás heves esőzések után, a tél végétől nyárig, a földek elárasztása után következik be. Petéit laza csomókban rakja le időszakos pocsolyák, mocsarak, duzzasztott vizek felületére. A nőstény mintegy 600 petét rak le a vízfelszín közelében úszó növényzetre. A lárvák három nap után kelnek ki a petéből. Az ebihalak hossza elérheti a 8 cm-t, színük szürke, arany vagy aranybarna. Teljes kifejlődésük öt-hét hónapig is eltart, bár melegebb időszakokban ez az idő rövidebb is lehet. Az átalakult egyedek gyakran láthatók szeptembertől novemberig.
Jól alkalmazkodik a száraz sivatagos körülményekhez, éveket képes eltölteni a föld alatt elvermelve, ilyenkor bőr alatti mirigyei nedvességtartalmát használja fel. Heves esőzések után ássa ki magát a felszínre.  
Táplálékát főként rovarok képezik. A legtöbb ausztráliai kétéltűhöz hasonlóan opportunista zsákmányszerző, étrendjét az aktuális körülmények közt megtalálható ízeltlábúk alkotják.

## Genetikai jellegzetessége
A Neobatrachus sudelli tetraploid békafaj, kromoszómáinak száma kétszerese a szokásosnak. A genetikai vizsgálatok alapján felmerült annak a gondolata, hogy a Neobatrachus centralis ugyanaz a faj, mint a Neobatrachus sudelli, ez a feltevés be is igazolódott.

## Természetvédelmi helyzete
A vörös lista a nem fenyegetett fajok között tartja nyilván. Elterjedési területén számos védett terület található.